# جو دافين
جو دافين (بالإنجليزية: Joe Davin)‏ (13 فبراير 1942 في المملكة المتحدة - 2013) هو مدرب كرة قدم ولاعب كرة قدم بريطاني في مركز الظهير. لعب مع إيبسويتش تاون ونادي دمبرتون ونادي هيبرنيان ونادي غرينوك مورتون.

## وصلات خارجية
- جو دافين على موقع قاعدة بيانات كرة القدم.إي يو (الإنجليزية)